# Saint-Ours (Saboia)
Saint-Ours é uma comuna francesa na região administrativa de Auvérnia-Ródano-Alpes, no departamento da Saboia. Estende-se por uma área de 4.59 km². Em 2010 a comuna tinha 718 habitantes (densidade: 156,4 hab./km²).